# René Simard (homme politique)
Pour les articles homonymes, voir René Simard.
René Simard, né le 30 décembre 1893 à Puymoyen en Charente et mort le 2 juillet 1976 (ou le 2 juin selon d'autres sources) à Angoulême, est un homme politique français. 

## Biographie
Il épouse Marie Louise Frétier le 25 septembre 1928 à Angoulème.

## Détail des fonctions et des mandats
Mandat parlementaire
- 8 décembre 1946 - 7 novembre 1948 : Sénateur de la Charente